# Фінал Кубка Футбольної ліги 1986
Фінал Кубка Футбольної ліги 1986 — фінальний матч розіграшу Кубка Футбольної ліги 1985—1986, 26-го розіграшу Кубка Футбольної ліги. У матчі, що відбувся 20 квітня 1986 року на стадіоні «Вемблі», зіграли «Оксфорд Юнайтед» та «Квінз Парк Рейнджерс».

## Шлях до фіналу
| Оксфорд Юнайтед  | Оксфорд Юнайтед          | Раунд                           | Квінз Парк Рейнджерс | Квінз Парк Рейнджерс                    |
| ---------------- | ------------------------ | ------------------------------- | -------------------- | --------------------------------------- |
| Суперник         | Результат                | Кубок Футбольної ліги 1985—1986 | Суперник             | Результат                               |
| Нортгемптон Таун | 2-1 вдома, 2-0 на виїзді | Другий раунд                    | Галл Сіті            | 3-0 вдома, 5-1 на виїзді                |
| Ньюкасл Юнайтед  | 3-1 вдома                | 1/16 фіналу                     | Вотфорд              | 1–0 на виїзді                           |
| Норвіч Сіті      | 3-1 вдома                | 1/8 фіналу                      | Ноттінгем Форест     | 3–1 вдома                               |
| Портсмут         | 3-1 вдома                | 1/4 фіналу                      | Челсі                | 1-1 вдома, 2-0 на виїзді (перегравання) |
| Астон Вілла      | 2-2 на виїзді, 2-1 вдома | 1/2 фіналу                      | Ліверпуль            | 1-0 вдома, 2-2 на виїзді                |

## Матч

### Деталі
| 20 квітня 1986 |

| Оксфорд Юнайтед                   | 3:0 | Квінз Парк Рейнджерс |
| --------------------------------- | --- | -------------------- |
| Гебберд 40' Гафтон 52' Чарльз 86' |     |                      |

| Вемблі, Лондон Глядачів: 90 396 Арбітр: Кіт Гакетт |

| Оксфорд Юнайтед | Квінз Парк Рейнджерс |

|                  |  |                     |  |
|                  |  |                     |  |
| В                |  | Алан Джадж          |  |
| З                |  | Дейв Ланган         |  |
| З                |  | Джон Тревік         |  |
| З                |  | Гарі Бріджс         |  |
| З                |  | Малкольм Шоттон (к) |  |
| ПЗ               |  | Лес Вілліпс         |  |
| ПЗ               |  | Рей Гафтон          |  |
| ПЗ               |  | Тревор Гебберд      |  |
| ПЗ               |  | Кевін Брок          |  |
| Н                |  | Джон Олдрідж        |  |
| Н                |  | Джеремі Чарльз      |  |
| Запасні:         |  |                     |  |
| Н                |  | Енді Томас          |  |
| Головний тренер: |  |                     |  |
| Моріс Еванс      |  |                     |  |

|                  |  |                  |  |                  |
| В                |  | Пол Баррон       |  |                  |
| З                |  | Алан Макдональд  |  |                  |
| З                |  | Іан Дейвіс       |  |                  |
| З                |  | Воррен Нейлл     |  |                  |
| З                |  | Террі Фенвік (к) |  |                  |
| ПЗ               |  | Майкл Робінсон   |  |                  |
| ПЗ               |  | Стів Вікс        |  |                  |
| ПЗ               |  | Мартін Аллен     |  | Замінений        |
| ПЗ               |  | Роббі Джеймс     |  |                  |
| Н                |  | Гарі Банністер   |  |                  |
| Н                |  | Джон Бірн        |  |                  |
| Запасні:         |  |                  |  |                  |
| Н                |  | Лерой Росеньйор  |  | Вийшов на заміну |
| Головний тренер: |  |                  |  |                  |
| Джим Сміт        |  |                  |  |                  |